# Jean-Baptiste Troisgros
Jean-Baptiste Troisgros, né le 10 juillet 1898 à Saint-Rémy et mort le 22 octobre 1974 à Nice, est un cuisinier et restaurateur français. Avec son épouse, il fonde un restaurant à Roanne qu'ils développent au côté de leurs deux fils.

## Biographie

### Origines
Jean-Baptiste Troisgros possède des origines bourguignonnes autour de la commune de Barbirey-sur-Ouche qui remontent au moins au XVIIe siècle.
Il naît le 10 juillet 1898 à Saint-Rémy en Saône-et-Loire. Son père, Martin Troisgros (1868-1916), est un garçon de café devenu sommelier et sa mère, Joséphine Benoit (1873-1960), est originaire de Saint-Rémy.

### Début de carrière
Jean-Baptiste Troisgros s'installe à Chalon-sur-Saône où il se marie en février 1924 avec Marie Badaut (1900-1968), qui exerce le métier de limonadière. Il ouvre avec elle le Café des négociants. Le couple cherche à acquérir un hôtel-restaurant proche de leur région d'origine. Ils ont deux fils : Jean, né le 2 décembre 1926, et Pierre (en), né le 3 septembre 1928. Ils acquièrent en 1930 le café-hôtel des Platanes situé sur la place devant la gare de Roanne,. Il s'agit d'un local modeste dont la salle principale fait une cinquantaine de mètres carrés. Troisgros y ouvre un hôtel-restaurant qu'il renomme Hôtel moderne en 1932 lorsqu'un système d'eau chaude est installé,.

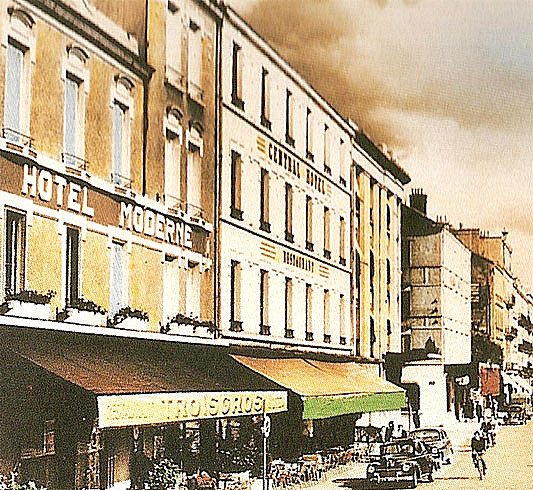
L'hôtel-restaurant Troisgros à Roanne du temps de l’Hôtel Moderne.

### Hôtel moderne
La cuisine est tenue par Marie Troisgros, qui prépare des plats simples. Son époux s'occupe de la salle, toujours élégamment habillé d'un costume sur-mesure. Il s'intéresse aux vins, alors qu'il n'a jamais reçu de formation dans ce domaine. Il les décrit avec des mots simples et des formulations bien à lui. Il fait venir son vin rouge de sa région natale et se distingue de ses concurrents en le servant dans un seau d'eau froide. Son établissement attire une clientèle locale et des vacanciers en passage via la Nationale 7 qui composent les 130 couverts quotidiens,. Il jouit alors d'une « excellente réputation » et bénéficie du développement industriel de la ville de Roanne. En 1935 naît une fille, Madeleine.

### Après-guerre
Le couple Troisgros a de grandes ambitions pour leurs deux fils. Inspirés par leur père, ils se dirigent bien tous les deux vers le monde de la restauration. Ainsi, en octobre 1945, les deux frères travaillent ensemble dans la cuisine de l'établissement, avant de partir compléter leur formation une fois leur CAP obtenu. Au début des années 1950, ils reviennent dans le restaurant familial et reprennent alors la cuisine à la demande de leur père. En 1953, l'établissement change de nom et devient Les Frères Troisgros. Jean-Baptiste Troisgros continue de s'occuper de la salle et de la cave.
Le restaurant acquiert progressivement une renommée internationale. Il obtient successivement plusieurs étroiles au Guide Michelin : la première en 1955, est accompagnée d'une seconde en 1965. La consécration, la troisième étoile, est obtenue en 1968,. À cette époque, il travaille toujours avec sa famille dans l'établissement dans lequel il est surnommé « patron ». Il y est accompagné de sa femme Marie Troisgrois et de ses deux fils qui sont véritablement à la tête des opérations. Leurs épouses et leur tante, qui s'occupe de la caisse, complètent la « grande famille ». Il meurt à 76 ans le 22 octobre 1974 à Nice dans les Alpes-Maritimes.